# Hieronymus Theodor Richter
Hieronymus Theodor Richter (Dresda, 21 novembre 1824 – Freiberg, 25 settembre 1898) è stato un chimico e mineralogista tedesco, noto soprattutto per aver scoperto, insieme a Ferdinand Reich, l'elemento chimico Indio.

## Biografia
Hieronymus Theodor Richter nacque a Dresda il 21 novembre 1824. Iniziò la sua carriera completando un apprendistato come farmacista. Dal 1843 al 1847 studiò all'Accademia mineraria di Freiberg sotto la guida di Carl Friedrich Plattner e altri, diventando membro del Corpo Saxo-Borussia Freiberg. Successivamente lavorò presso la Freiberger Hüttenwerke, dove dal 1853 ricoprì dapprima il ruolo di chimico metallurgico e successivamente di docente.
Nel 1867 ricevette un dottorato honoris causa dall'Università di Lipsia e nel 1873 fu nominato professore di metallurgia presso la stessa università.
Dal 1875 al 1896 fu rettore dell'Accademia mineraria di Freiberg, l'ultimo ad essere eletto a vita per questa carica. Nel 1890 fu eletto membro dell'Accademia Cesarea Leopoldina.

### Morte
Richter morì il 25 settembre 1898, all'età di 73 anni, e fu sepolto presso il cimitero di Freiberg, in Germania, dove ancora oggi è possibile visitare la sua lapide.

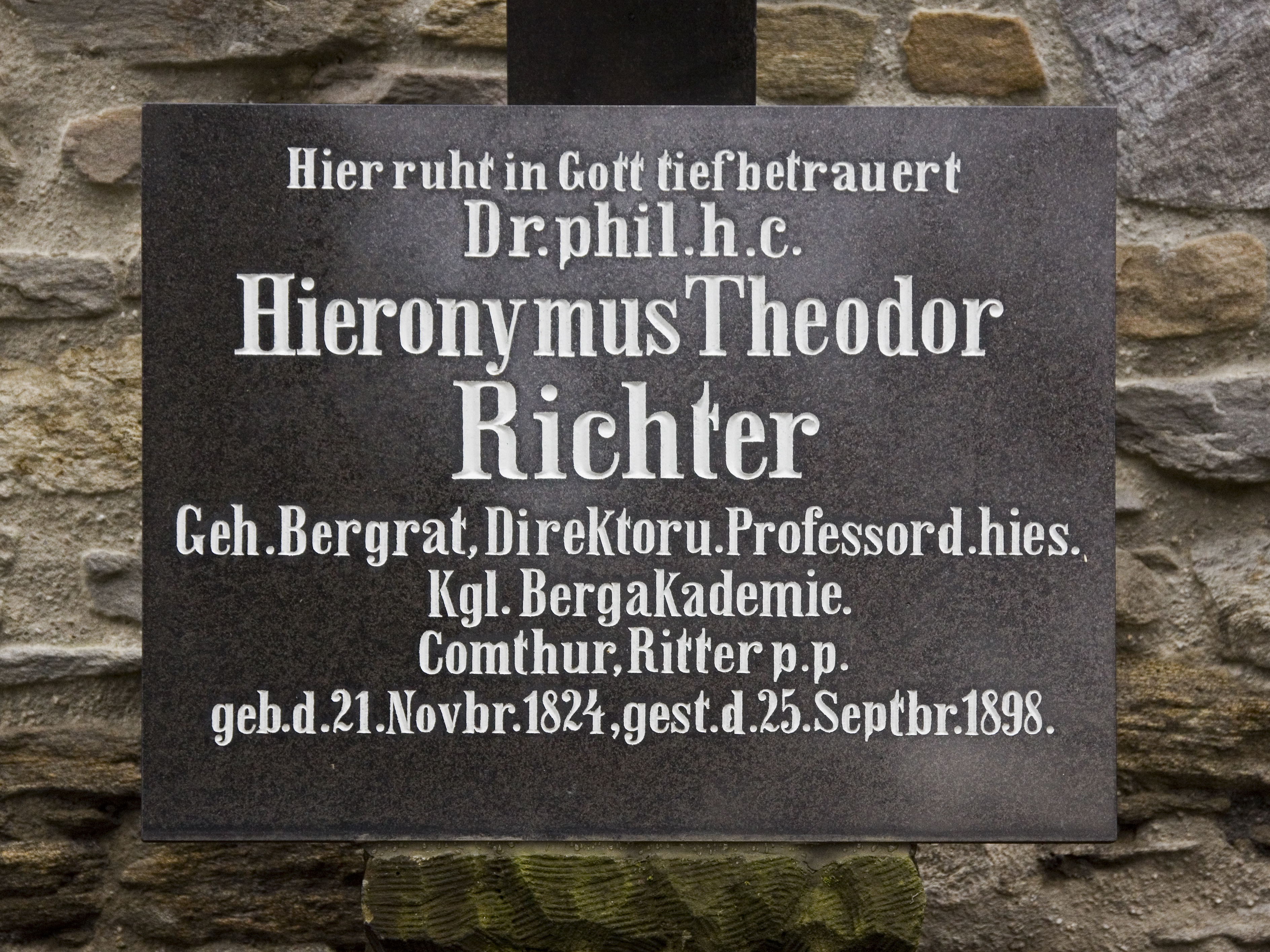
Lapide di Hieronymus Theodor Richter a Freiberg

## Attività
Il contributo più significativo di Richter in ambito scientifico fu l'analisi spettroscopica della blenda di zinco nero, che nel 1863 lo portò, insieme a Ferdinand Reich, alla scoperta dell'elemento chimico indio, così chiamato perché emetteva radiazioni con una riga blu indaco.

## Pubblicazioni
- (DE) H. T. Richter, Vorläufige Notiz über ein neues Metall, in Journal für praktische Chemie, 1863.
- (DE) H. T. Richter, Über das Indium, in Journal für praktische Chemie, 1863.
- (DE) H. T. Richter, Probirkunst mit dem Lötrohr, 1865.

## Riconoscimenti
- Nel 1865, Johann Friedrich August Breithaupt intitolò il minerale Richterite in onore dello scienziato.[5]